# Buići (Poreč)
Buići is een plaats in de gemeente Poreč in de Kroatische provincie Istrië. De plaats telt 115 inwoners (2001).